# مدام مونسيور
مدام مونسيور (بالفرنسية: Madame Monsieur)‏ هي فرقة غناء ديو فرنسية تأسست في سنة 2013 وهي متكونة من المغنية إيميلي سات والمنتج جان كارل لوكاس. مثلت هذه الفرقة فرنسا في مسابقة الأغنية الأوروبية 2018 بأغنية ميرسي والتي احتلت المركز الثالث عشر في المسابقة.